# 王淵 (民國)
王淵（？—），媒體形容為「雨衣大盜」，共犯下台北市三起運鈔車搶案，造成兩名保全受傷，一名保全死亡，共得手4086萬元。
本案件於2012年被改編成廉政英雄戲劇系列劇情。

## 涉及案件
一開始警方認為「雨衣大盜」在台北犯下以下七件運鈔車搶案
1. 2002年10月21號：中信證券南京分公司，涉案金額：206萬9376元
2. 2004年8月11號：台新銀行復興分行，涉案金額：476萬5966元
3. 2005年12月8號：台灣企銀南京東路分行，涉案金額：1157萬元
4. 2007年4月20號：合作金庫中山分行，涉案金額：1679萬元，2名保全中彈，1死1重傷
5. 2008年4月21號：台北萬華青年郵局，涉案金額：430萬元
6. 2009年3月6號：國泰世華銀行，涉案金額：278萬4177元
7. 2012年3月26號：台企銀南京東路分行，涉案金額：1250萬元，1名保全員雙腿中彈

王淵本人坦承和警方的DNA和彈道證據顯示他犯下其中三起搶案，2005和2012年台企銀搶案、2007年合作金庫搶案。造成兩名保全受傷，一名保全死亡，總共得手4086萬元。
其他四案，目前尚未破案。

## 逮捕過程
因為王淵利用雨衣和安全帽偽裝，使得專案小組要找到他並不容易，時任松山分局刑事小隊長吳崇雄回想起當時為了抓他，花了不少時間，終於在滑水協會中知道他的身份，並設下境管，
2012年5月23日，在桃園機場的自動通關查驗台終於逮捕到準備試圖出境的王淵。
王淵一開始拒絕告訴警方贓款在哪，直到警方也將王淵的女朋友林香蘭也羈押後，才終於突出實話，王淵指出，他在大溪的房子的木櫃裡面還有一個夾層（櫃中櫃），他將贓款藏在裡面，警方搜索後，找到了700多萬元，同時，王淵的朋友也將王淵交給她的300萬拿到警局報案，朋友當時表示，王淵沒有告訴她這筆錢的用途，但資深媒體人戴志揚指出，該筆款項應該是要作為王淵的女朋友林香蘭的安家費，經警方計算後，找回來的這些錢就是當時2012年3月26號的台企銀南京東路分行搶案的金額，然而其他的贓款已經被王淵全部花光，被拿去買房子、車子和奢侈品，並將房子與車子全部登記在朋友名下，以增加警方追查難度。
警方後來從王淵在醒吾科技大學的大學教授朋友那邊的工具間的置物櫃內找到了槍枝，分別有一把M4A1突襲步槍、一把改造式滾筒式霰彈槍和兩把90手槍，也發現了三顆手榴彈和200多顆的制式子彈，火力十分強大，但王淵拒絕透露關於槍枝來源，全部推給了一位叫『小飛』的男子，警方不採信。

## 法律判決
合作金庫中山分行搶案中遭槍殺的周姓保全的母親多次哭求法官一定要判王淵死刑，但高等法院認為，王淵不構成國際人權公約的非犯下情節重大之罪不得客處死刑規定，依強盜殺人等罪判他無期徒刑，褫奪公權終身，併科罰金110萬元。
2013年12月最高法院駁回上訴，全案確定。
至於王淵的女朋友林香蘭，法官認為她從2006年就開始收受王淵強盜所得的贓款，每個月獲得數十萬元的零用錢，甚至後來收受王淵以贓款買來的名車和房屋一棟，依兩項收受贓物罪判他八個月有期徒刑，得依科罰金24萬元，林香蘭放棄上訴，全案確定。